# Transvaal Supergroup
Die Transvaal Supergroup ist in der Erdgeschichte eine lithostratigraphische Gesteinseinheit im nördlichen Teil Südafrikas, die geochronologisch in das späte Archaikum bis frühen Proterozoikum datiert wird.

## Geographische Lage
Die Transvaal Supergroup erstreckt sich von etwa 23° bis 29° Süd und 22° bis 30° Ost an der nördlichen Landesgrenze von Südafrika. Die Formationen wurden in den folgenden drei Becken abgelagert:
- dem östlichen Transvaal-Becken,
- dem westlichen Griqualand West-Becken,
- und dem kleinen, im Süden Botswanas gelegenen Kanye-Becken.

Das Transvaal- und das Grinqualand West-Becken sind durch den Vryburg-Rücken, einer paläotopographischen Höhe getrennt.

## Definition, Ablagerungsraum und Datierung
Die Ablagerungen der Transvaal Supergroup stammen aus dem späten Archaikum und frühen Proterozoikum. Eingegrenzt wird dieser Bereich durch die Witwatersrand Supergroup bei etwa 2700 Ma an der Basis und durch die Bushveld Intrusion bei etwa 2050 Ma am Top. Dieser Zeitraum lässt sich in fünf Sequenzen erster Ordnung unterteilen.
- Die protobasinalen Gesteine, welche nur in dem Transvaal Becken auftreten, deuten  auf tiefer marine Fazies und tektonische Strukturen von Pull-apart- und Riftbecken.
- Im jungen interkratonischen „Sag-Basin“ können sich erste fluviatile Ablagerungen in Form von dünn geschichtete Sandsteinen bilden.
- In der überlagernden Chuniespoort Group ermöglicht eine thermale Subsidenz während eines Hochsystemzuges biogenes Karbonatwachstum. Diese Karbonate bilden die Basis für Bändereisenerze.
- Die vierte und fünfte Sequenz gehören der Pretoria Group an. Beide Sequenzen zeigen im Tiefstand-System-Tract Rifttektonik mit einhergehender Subsidenz und flachen Seeablagerungen, gefolgt von einem Transgressionssystemzug mit tieferen Ablagerungsbedingungen aufgrund eines sich bildenden Inlandmeeres. Beide Sequenzen zeigen daher Ablagerungen von geschichtetem Sandstein sowie Arenit und fluvial transportierter quarzitischer Sandstein. Die vierte Sequenz ist dabei glazial geprägt. Die Bushfeld Intrusion deutet sich durch eine magmatisch induzierte Hebung in Verbindung mit einem Falling-Stage-System-Tract in der fünften Sequenz an.[2][3]

In den zeitlichen Rahmen der Transvaal Supergroup fällt auch das „Great Oxidation Event“ und die globale Huronische Eiszeit.

## Gliederung
Die Transvaal Supergroup von unten nach oben wird in folgende Einheiten untergliedert:
- Pretoria Group (mit Rooihoogte Formation, Timeball Hill Formation, Boshoek Formation, Hekpoort Formation, Dwaalheuwel Formation, Strubenkop Formation, Daspoort Formation, Silverton Formation, Magaliesberg Formation, Vermont Formation, Lakenvlei Formation, Nederhorst Formation, Steenskampsberg Formation und Houtenbek Formation)
- Chuniesport Group (mit Oaktree Formation, Monte Cristo Formation, Lyttrlton Formation, Eccles Formation, Frisco Formation, Penge Formation und Duitschland Formation)
- Black Reef Formation
- die sog. Protobasinal rocks